# Milligan (Nebraska)
Milligan è un comune degli Stati Uniti d'America, situato nello Stato del Nebraska, nella contea di Fillmore.